# 체강

인체강을 설명하는 그림. 왼쪽이 등 부분이고, 오른쪽이 배 부분이다.

체강(體腔, coelom, celom)은 다세포 생물의 몸 속에 있는 빈 공간이다. 그러나 체강은 일반적으로 동물의 몸 바깥을 둘러싼 표피와 내장의 바깥 내벽의 빈 공간을 말한다. 인체강의 체강은 보통 몸의 여러 체강 중에서 가장 큰 크기를 차지하는 복체강을 의미한다.

## 종류
체강의 유형에 따른 유기체의 종류는 다음 세 가지로 나뉜다.
1. 체강동물 (Coelomates): 주요 조직막 중 하나인 중배엽에서 파생된 복막이라는 전체 내벽에 몸 속에 있는 빈 공간인 체강을 갖고 있다. 중배엽 내벽 전체는 장기가 공강 내에서 자유롭게 움직일 수 있도록 하여 특정 순서로 배열될 수 있도록 한다. 척추동물을 포함한 대부분의 좌우대칭동물은 체강동물이다.
2. 위체강동물 (Pseudocoelomate animals): 체강동물의 체강과 같은 기능을 하는 위체강을 갖고 있다. 위체강동물의 체강은 중배엽에서 파생된 조직의 일부만을 가진다. 따라서 장기가 위체강의 공강을 자유롭게 움직일 수 있다고 하더라도, 체강동물로 분류되지 않는다. 모든 위체강동물은 선구동물이지만, 모든 선구동물이 위체강동물인 것은 아니다. 위체강동물의 대표적인 예는 회충이다. 위체강은 혈액낭이나 포배강으로 불리기도 한다.
3. 무체강동물 (Acoelomate animals): 체강이 없으며, 대표적으로 편형동물이 있다. 장기는 상피세포와 직접 연결되어 있다. 장기와 체벽 사이에 있는 반고체의 중배엽 조직이 무체강동물의 장기를 고정시킨다.

## 같이 보기
- 배안
- 가슴안